# Кадиев, Джалал Алиевич
Кадиев Джалал Алиевич (21 февраля 1940 — 23 марта 2019) — первый Председатель Государственного комитета по архитектуре и градостроительству Чеченской Республики (2004—2015) — главный архитектор г. Грозный (1977—2004), заслуженный архитектор Чечено-Ингушской АССР, лауреат Российской академии архитектуры и строительных наук (РААСН), член Союза архитекторов России, Почётный гражданин России.

## Биография
Джалал Алиевич Кадиев родился 21 февраля 1940 года в селе Новые Атаги (Шалинский район, Чечено-Ингушская АССР). Чеченец, начал посещать школу в с. Старая Покровка Чуйского района (близ г. Такман) Киргизской ССР, куда во время операции «Чечевица» была депортирована его семья.
Родители: Кадиев Али Ахмедович (1900—1978) и Митаева Айшат Алиевна (1914—2000). Внук известного в Чечне и на Кавказе устаз-эвлия (учитель) шейха Али Митаева сына Баммат-Гирей-Хаджи Митаева, — патриота, миротворца, политика, гения, эталона справедливости и чести.
Последние школьные учебные годы прошли в совхозе Джалка ЧИАССР, куда он переехал вместе с родными из Киргизской ССР. После школы, в 1959 году, тайком от родных поступает в Ленинградское высшее художественно-промышленное училище им. З. Н. Мухиной (ныне Санкт-Петербургская государственная художественно-промышленная академия им. А. Л. Штиглица), с отличием окончивает в 1965 году и получает квалификацию «Архитектор».
Это было высшее учебное заведение, при котором сохранялись подразделения, где готовили специалистов со средним специальным образованием (так называемое «отделение мастеров»). Желающих поступить превышало возможное количество мест для обучения, был жесткий конкурсный отбор. Особо остро это чувствовалось в связи с нахлынувшим потоком военнослужащих в отставке, желающих овладеть гражданскими специальностями. Это было обусловлено проводимой Н. С. Хрущёвым реформой преобразования Вооруженных Сил СССР в 1953—1964 годах, направленных на структурное изменение армии и сокращение Вооруженных Сил СССР.
Мастера искусства, получившие образование здесь, впоследствии заложили основу художественной культуры многих стран (не только союзных республик, но и западных стран) и стали создателями художественного образования на своей родине. Академию закончили многие художники, внёсшие значительный вклад в искусство и культуру России, Латвии, Армении, Грузии, Украины, Германии, Франции, Израиля и других государств, в числе которых был и Джалал Алиевич Кадиев.
С 1965 года по 1967 год — главный архитектор в отделе генеральных планов «ЧЕЧИНГГРАЖДАНПРОЕКТа» в г. Грозный.
С 1967 года по 1969 год замещал должность архитектора в отделе по делам строительства и архитектуры Грозненского горисполкома.
В 1969—1977 годах работал на Крайнем Севере главным архитектором «СахалинНИПИнефть» Охинского филиала «ГИПРОТЮМЕННЕФТЕГАЗ» объединения «Сахалиннефть» в г. Оха (Сахалин).
В 1975 году, был направлен на курсы высшей квалификации градостроителя Московского Архитектурного института, где разработал схему генплана портового города на Сахалине «Тунгор», получившей «отличную» рекомендацию к реализации. По прибытии на Сахалин Д. А. Кадиев приступил к реализации проекта застройки «Тунгора», куда входили общественные, административные, культурные и социальные объекты.
В 1977 году Советом Министров Чечено-Ингушской АССР было принято решения вызвать Д. А. Кадиева на должность главного архитектора г. Грозный.
С 2004 года при неоценимой поддержке и доверии, оказанном первым Президентом Чеченской Республики, Героем России А. А. Кадыровым, Д. А. Кадиев основал и по 2015 год являлся первым Председателем Государственного комитета по архитектуре и градостроительству Чеченской Республики (Указа Президента ЧР от 19 апреля 2004 года № 62 "О внесении дополнений в Указ Президента ЧР от 3.06.2003 г. № 60 «О структуре органов исполнительной власти ЧР»).
Как человек, посвятивший себя градостроительной деятельности и развитию столицы Чеченской Республики, имея огромный опыт, знания и любовь к своей созидательной, творческой работе, Д. А. Кадиев снискал к себе глубокое уважение людей.
Джалал Алиевич может по праву считаться человеком большого мужества. Он видел гибель всего, чему были отданы многие годы жизни. Видел Грозный в руинах: некогда прекрасные здания, стёртые с лица земли, улицы, изрытые артиллерийским огнём. Но и тогда, и сегодня (до последних своих дней) он был уверен, что его родная Чечня будет славиться на весь мир не как «опасный и нестабильный регион», а как прекрасный, богатый и гостеприимный край. Он искренне верил в это и учил этому молодых. И его усилия были направлены на то, чтобы приблизить время, когда мечта станет реальностью.
Являлся участником международных инвестиционных, архитектурно-градостроительных, ландшафтно-архитектурных, строительно-интерьерных форумов и семинаров в таких городах как: Канны (2008 г.), Париж (2010 г., Floriade-2012 г. BATIMAT-2013 г.), Сочи (2007, 2008, 2009, 2010 гг.), Гуанчжоу, Шэньчжэнь, Гонконг (Южный Китай, 2013 г.) и другие.

## Личная жизнь
Был женат, имел четверых детей.
Жена:
- Тарамова Руми Мовлдиевна 1954 г. р., домохозяйка.

Дети:
- Кадиева Саада Джалаловна (род. 1968)
- Кадиева Малика Джалаловна (род. 1979)
- Кадиев Сайд-Хусейн Джалалович (род. 1980)
- Кадиев Сайд-Магомед Джалалович (род. 1983)

## Проекты
Д. А. Кадиев — автор множества работ и проектов, среди которых большое количество проектов объектов жилищно-гражданского назначения: жилье, школы, детские сады, ясли, клубы, кинотеатры, магазины; планировки вахтовых поселков. Одни из крупнейших проектов — застройка микрорайонов № 1, 3, 6 в г. Оха (Сахалин). В составе этих проектов впервые на Сахалине были включены школа на 964 мест и детские дошкольные учреждения на 280 мест с зимним садом.
Также, среди работ выделяются:
1. Застройка г. Тунгор (Сахалин)
2. Разработка и установка памятников В. И. Ленину в пос. Восточный г. Нефтегорск (Сахалин)
3. Работы по благоустройству и озеленению городов Сахалинской области: Оха, Нефтегорск, Эхаби, Тунгора
4. Проекты Правительственных зданий в г. Грозный ЧР
5. Проект мечети и благоустройство прилегающей территории
6. Проект реконструкции пр. В. В. Путина
7. Проекты планировок 14 секторов г. Грозный
8. Проекты застроек Северо-западного района, улицы Жуковского, Первомайской, Сайханова, исторического центра г. Грозный, просп. А. А. Кадырова, площади Минутка
9. Площадь им. Первого Президента ЧР А. А. Кадырова
10. Привокзальная площадь с прилегающей территорией
11. Аэровокзал с прилегающей территорией в г. Грозный
12. Проект реконструкции и благоустройства набережной р. Сунжа и рекреационных зон
13. Соавтор Схемы территориального планирования ЧР
14. Соавтор Схем терпланирования 15-ти муниципальных районов ЧР
15. Соавтор генпланов Грозного, Аргуна, Гудермеса
16. Соавтор схемы реконструкции транспортной сети г. Грозный, ЧР, главных улиц и проспектов г. Грозный (Путина (Победы), Первомайская, Кадырова и т. д.)

## Литературная и научная деятельность. Автор книг
- «Наш дом»
- «Современный частный дом»
- «Системно-аналитическое решение проблем города и села»
- «Грозный — столица Чеченской Республики»
- «Грозный. Перспективы развития»
- «Чеченская Республика глазами созидателя»
- «Чеченская Республика. Равнинные районы. Предгорные районы. Горные и высокогорные районы»

Автор идеи журнала «Архитектура и градостроительство ЧР», множества статей по перспективам развития г. Грозного и современным градостроительным проблемам.
Соавтор разработок Генеральных планов Грозного в различные периоды его развития.

## Награды, звания и заслуги
1. Заслуженный архитектор Чечено-Ингушской АССР
2. Высший Орден общественного признания Всероссийского комитета по общественным наградам и званиям — «Почетный гражданин России»
3. Высшая награда Союза архитекторов России и Совета главных архитекторов регионов и муниципальных образований России — «Кентавр» (2007 г.)
4. Диплом почетного члена Российской академии архитектуры и строительных наук за выдающиеся успехи в научной и творческой деятельности
5. Диплом муниципальной академии Российской Федерации «Лучший муниципальный служащий»
6. Медаль «За доблестный труд»
7. Медаль «Ветеран труда»
8. Почетная грамота Парламента Чеченской Республики
9. Почетный знак «За трудовое отличие»
10. Серебряная медаль ФСИН России «За вклад в развитие уголовно-исполнительной системы России»